# Лонгвиль-сюр-Об
Лонгви́ль-сюр-Об (фр. Longueville-sur-Aube) — коммуна во Франции, находится в регионе Шампань — Арденны. Департамент — Об. Входит в состав кантона Мери-сюр-Сен. Округ коммуны — Ножан-сюр-Сен.
Код INSEE коммуны — 10207.
Коммуна расположена приблизительно в 120 км к востоку от Парижа, в 60 км юго-западнее Шалон-ан-Шампани, в 31 км к северу от Труа.

## Население
Население коммуны на 2008 год составляло 131 человек.
| 1962 | 1968 | 1975 | 1982 | 1990 | 1999 | 2008 |
| ---- | ---- | ---- | ---- | ---- | ---- | ---- |
| 144  | 151  | 150  | 131  | 117  | 134  | 131  |

## Экономика

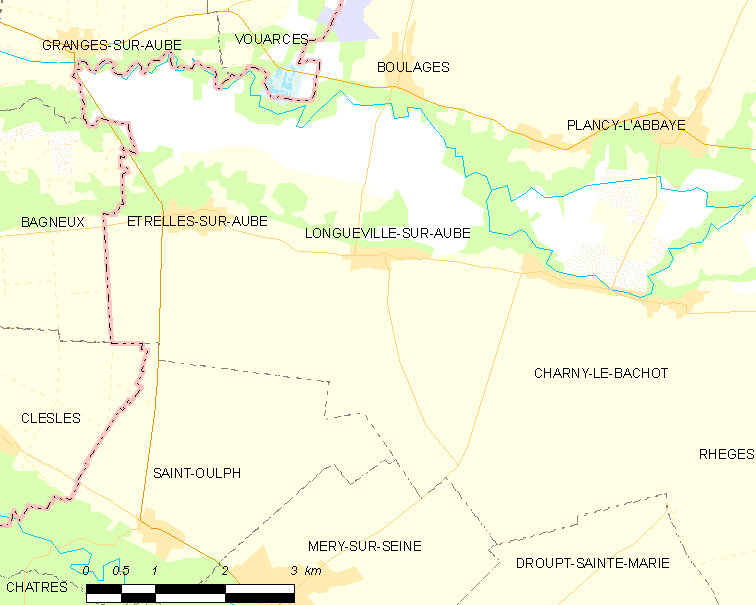
Карта коммуны

В 2007 году среди 83 человек в трудоспособном возрасте (15—64 лет) 54 были экономически активными, 29 — неактивными (показатель активности — 65,1 %, в 1999 году было 65,4 %). Из 54 активных работали 47 человек (29 мужчин и 18 женщин), безработных было 7 (5 мужчин и 2 женщины). Среди 29 неактивных 9 человек были учениками или студентами, 8 — пенсионерами, 12 были неактивными по другим причинам.